# Інтрадуктальна папілома молочних залоз
Інтрадуктальні папіломи молочної залози є доброякісними ураженнями, що мають вигляд бородавчастих наростів і розвиваються у протоках молочної залози у, приблизно, 2-3% людей, супроводжучись прозорими чи кров'яними виділеннями з соска. Зазвичай не викликають болю. У чоловіків спостерігаються дуже рідко. 
Як правило, виділяють два типи інтрадуктальних папілом. Центральний тип папілом розвивається біля соска. Зазвичай ці папіломи є одиничними і часто виникають незадовго до менопаузи. Та периферичний тип - це часто множинні папіломи, що виникають на периферії грудей, і зазвичай зустрічаються у молодих жінок. Периферичний тип пов'язаний з більш високим ризиком злоякісності. 
Ці папіломи є найпоширенішою причиною кров'янистих виділень із сосків у жінок віком від 20 до 40 років і, як правило, вони не відображаються на мамограмах через їх малі розміри, і часто вони занадто малі для пальпації, але вони можуть бути виявлені на УЗД. УЗД частіше призначають молодим жінкам, бо тканини молочної залози у них щільніші, і зображення на мамограмі менш чітке. Галактограма є найбільш точним, але дещо інвазивним, тестом. Лікування оперативне. 

## Дивитися також
- Груди
- Фіброаденома
- Гінекомастія
- Кісти молочної залози
- Мастит
- Мастопатія
- Галактоцеле
- Рак молочної залози
- Тонкоголкова аспіраційна пункційна біопсія
- Мамографія
- Медична акустика

## Додаткові зображення

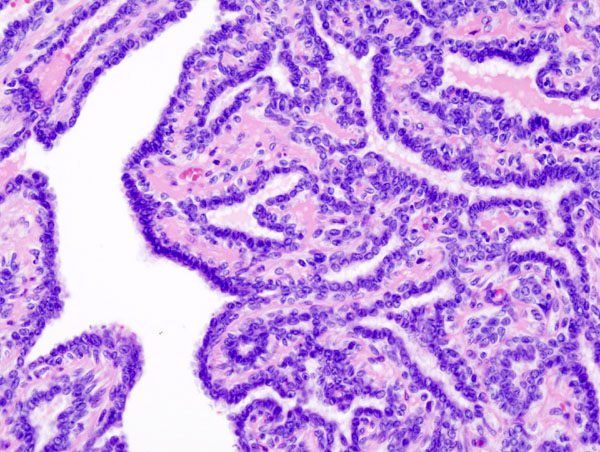
Гістопатологія внутрішньопротокової папіломи молочної залози шляхом ексцизійної біопсії. Забарвлення гематоксиліном та еозином.
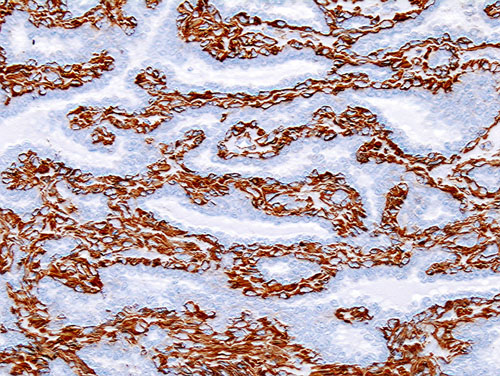
Гістопатологія внутрішньопротокової папіломи молочної залози шляхом ексцизійної біопсії. Імунозабарвлення для альфа-актину гладкої мускулатури.
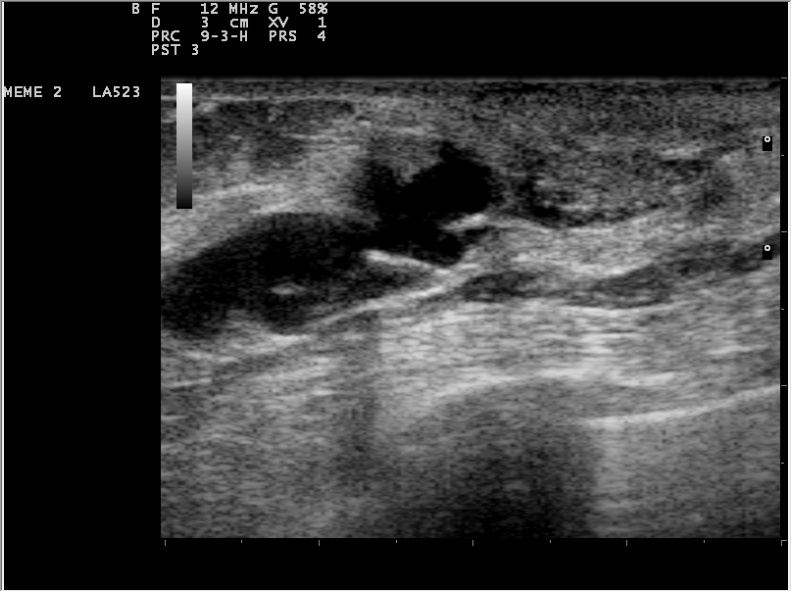
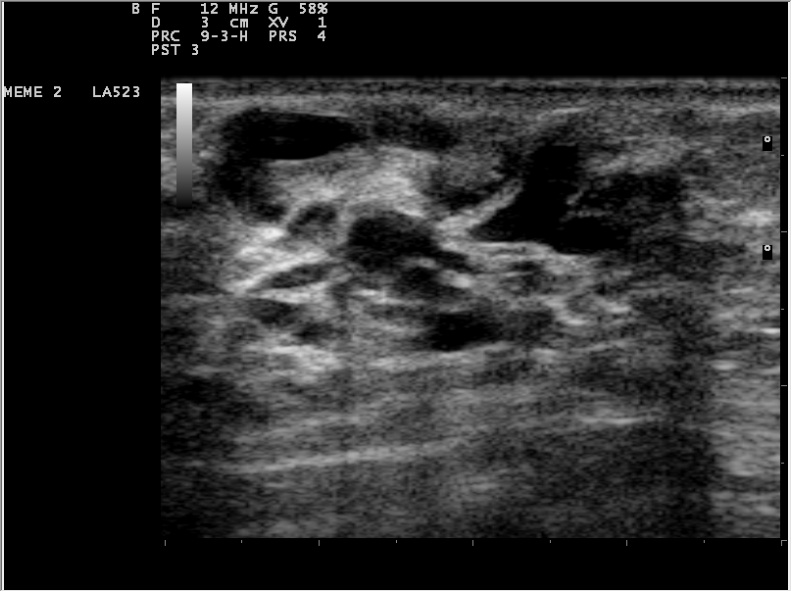
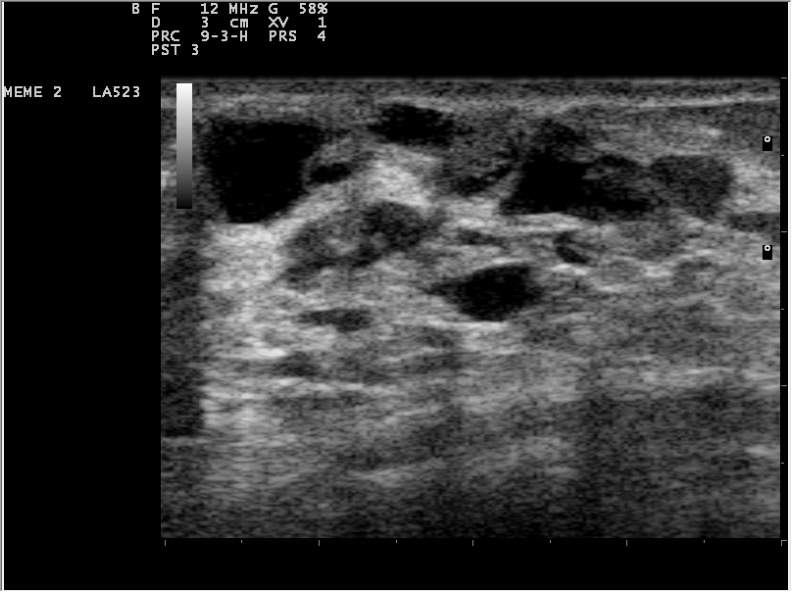
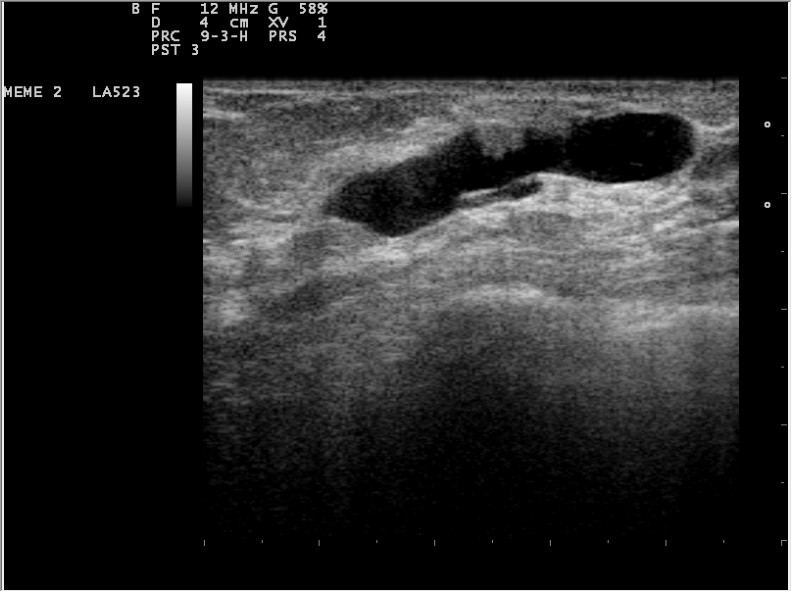
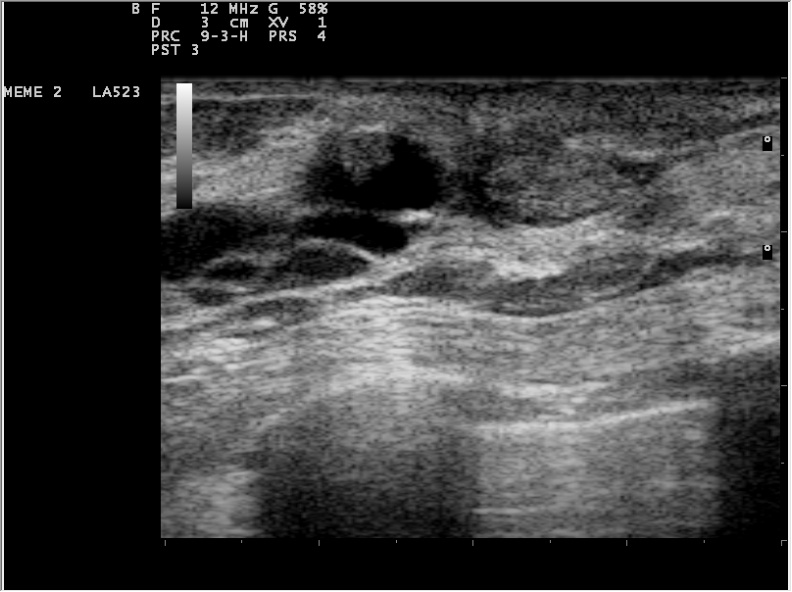
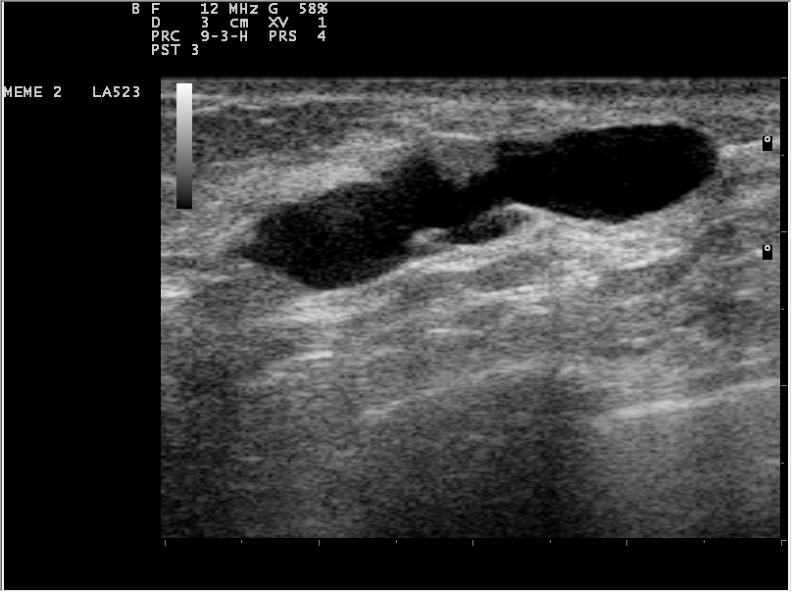